# Грицюк, Михаил Якимович

Памятник Тарасу Шевченко на побережье реки Москвы рядом с гостиницей «Украина» (Москва, Кутузовский проспект, 2/1)

Михаи́л Яки́мович Грицю́к (укр. Михайло Якимович Грицюк; 6 октября 1929, с. Пасека Чехословакия (ныне Мукачевского района Закарпатской области Украины) — 10 августа 1979, Киев) — украинский советский скульптор. Член Союза художников Украины (1964).

## Биография
Родители Михаила в поисках лучшей доли эмигрировали в Южную Америку и поселились в Аргентине. С детства он пристрастился к рисованию. Со временем принял решение стать скульптором. Знакомство с произведениями Степана Эрьзи, скульптора-эмигранта из России, жившего тоже в Аргентине, окончательно определило жизненный выбор Грицюка.
В 1950-е годы эмигрантов стали настойчиво приглашать обратно в СССР, где после войны очень нужны были руки специалистов. Грицюки приехали в Киев. Михаил сразу же поступил в художественную школу, а затем на скульптурное отделение в Киевский художественный институт. Однако родители оставаться в Советском Союзе не захотели, слишком многое они не могли принять и вернулись в Аргентину. Михаил, прожив почти двадцать пять лет в Буэнос-Айресе, стал киевлянином.
В 1962 году М. Грицюк окончил Киевский художественный институт.
Умер 10 августа 1979 году от болезни почек.
Похоронен в Киеве на Лесном кладбище. На могиле установлен крест — собственноручная работа Михаила Грицюка.

## Творчество
Один из самых своеобразных скульпторов Украины не имел ни одной персональной выставки. Единственная, разрешенная по случаю пятидесятилетия, как творческий отчёт, стала посмертной — художник несколько месяцев не дожил до своего юбилея.
Создал проект братского мемориала для города Изюма в память тысяч погибших советских воинов, попавших в окружение, совместно с архитекторами Левиным и Градовым (По решению партийных властей проект был отвергнут).
Автор серии скульптурных портретов: Данте, Пикассо (ныне в Тулузе), А. Блок, Фёдор Достоевский, И. Стравинский, С. Параджанов, Н. Амосов, Е. Мравинский, А. Ведель, портретное изображение гонимого тогда Мстислава Ростроповича и др.
М. Грицюк один из авторов памятника Т. Г. Шевченко в Москве, памятника «Ожидание. Росток» (1968) и военного мемориала в Мелитополе (1967).

## Память
В 2006 году о Михаиле Грицюке был снят документальный фильм «Михайло Грицюк. Не плач за мною, Арґентино» (режиссёр А. Сирых, «Укркинохроника»).